# Helena Patursson
Súsanna Helena Patursson (ur. 27 sierpnia 1864 w Kirkjubøargarður, na Wyspach Owczych, zm. 12 grudnia 1916 tamże) – uważana za pierwszą feministkę i pisarkę swego kraju.
Jej rodzicami byli Poul Peder Patursson oraz Ellen Cathrine Djonesen. W swym rodzinnym domu wychowywała się tylko w latach młodości, gdzie pobierała prywatne lekcje, podobnie jak jej dwaj, słynni w swym kraju, głównie za swe skłonności narodowościowe oraz talenty pisarskie, bracia: Sverre Patursson oraz Jóannes Patursson. Jako jedyna kobieta brała udział w spotkaniu wigilijnym Wysp Owczych, które odbyło się w 1888 roku, a jego owocem było utworzenie w tym kraju ruchu narodowego, mającego na celu utrwalić odrębność od Danii. Rok później Helena napisała pierwszą sztukę w języku farerskim, Veðurføst (Więźniarka pogody), opowiadającą o wychowaniu kobiet na Wyspach oraz nauce rodzimego języka, który nie miał jeszcze wtedy oficjalnego statusu. Dzieło nie zachowało się w całości, przetrwały tylko fragmenty. W tym czasie napisała też Føringatíðindi (Dzieje Wysp Owczych) oraz Fuglaframi (Ptaki). Później wyjechała do Danii, gdzie nauczyła się robót ręcznych oraz gry na pianinie. W 1896 utworzyła w Kopenhadze unię żeńską.
8 lat później powróciła do swej ojczyzny, gdzie w 1905 roku utworzyła pierwszy magazyn pisany w języku farerskim, Oyggjarnar (Wyspy), przybliżający historię wysp, w większości pisany z myślą o kobietach – choć nie tylko. Poza dziejami, znaleźć tam można było wiele artykułów zawierających opisy prac kobiecych, ich edukacji oraz roli w społeczeństwie, było tam też sporo przepisów kulinarnych, ściśle związanych z farerską kuchnią. Ukazywano tam nową relację między kobietami a mężczyznami, nie burząc jednocześnie rybackiej kultury Wysp, ale nadając jej nowy wymiar. Na łamach gazety czytelniczki niejednokrotnie pytały autorkę jak zyskać więcej wolności w swoich domach, na co Súsanna Helena Patursson doradzała wymaganie od siebie i pracowanie ciężej niż mężczyźni. Z powodu wysokiej popularności swych braci, Helena musiała zawiesić działanie gazety w 1908, jednak nie zakończyła swej pisarskiej kariery.
Rok później wydała książkę Matreglur fyri hvørt hús (Dania każdego domu), która stała się pierwszą farerską książką kucharską. Druga książka, powstała w 1912, nazywała się Fríðka um búgvið (Upiększanie domu). Pisarka zmarła w domu, w którym się urodziła, 12 grudnia 1916 roku.
Choć Súsanna Helena Patursson w swych czasach zniknęła w cieniu swych starszych braci, nigdy nie przestała walczyć o prawa kobiet w swym kraju. Jej ideały dały początek Kvinnufelagið (Unia Kobiet), partii politycznej utworzonej w 1952, dającej możliwość zaistnienia płci żeńskiej na arenie politycznej.